# Chant (cràter)
Chant és un cràter d'impacte que es troba a la cara oculta de la Lluna, darrere de l'extremitat sud-oest com es veu des de la Terra. Està situat a la part sud-oest de la capa de material expulsat que envolta la Mare Orientale, més enllà de l'anell dels Montes Cordillera. A l'oest-nord-oest apareix la gran plana emmurallada del cràter Blackett. Al sud es troba el cràter Mendel.

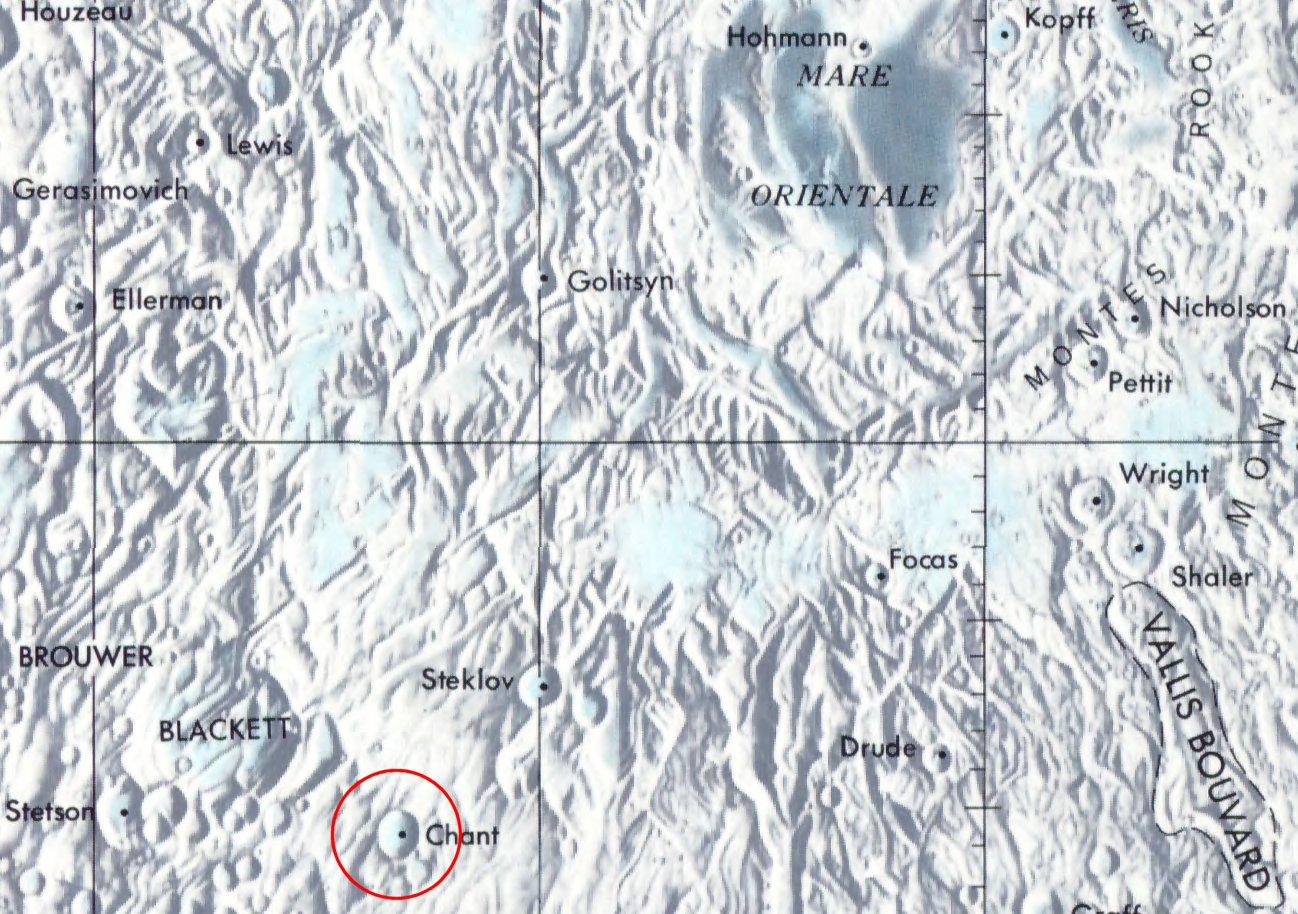
Localització de Chant (part inferior a la dreta de la imatge)
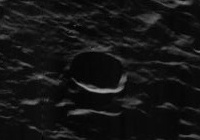
Imatge obliqua del Lunar Orbiter 5, costat oest

Es tracta d'un cràter gairebé circular amb una lleugera corba cap a fora a la paret nord-est. La vora externa és esmolada, i els costats interiors presenten un pendent continu, amb només algunes terrasses menors al llarg de la banda est. El sòl interior és una mica irregular, sobretot a la meitat sud. Presenta un petit pic central en el punt mig de la planta.
Aquest cràter es troba a nord-oest de la Conca Mendel-Rydberg, una àmplia depressió d'impacte de 630 km d'extensió que pertany al periode Nectarià.
El nom Chant va ser adoptat oficialment per la Unió Astronòmica Internacional el 1970.